# Nesticus reclusus
Espèce
Nesticus reclusus est une espèce d'araignées aranéomorphes de la famille des Nesticidae.

## Distribution
Cette espèce est endémique des États-Unis. Elle se rencontre en Caroline du Nord dans les comtés de Swain, de Cherokee, de Clay, de Graham et de Macon, au Tennessee dans le comté de Sevier et en Géorgie dans les comtés de Gilmer et de Towns,.

## Description
Le mâle décrit par Gertsch en 1984 mesure 2,75 mm et la femelle 2,70 mm.

## Systématique et taxinomie
Cette espèce a été décrite par Gertsch en 1984.
Nesticus cooperi a été placée en synonymie par Hedin et Milne en 2023.

## Publication originale
- Gertsch, 1984 : « The spider family Nesticidae (Araneae) in North America, Central America, and the West Indies. » Bulletin of the Texas Memorial Museum, vol. 31, p. 1-91 (texte intégral).